# Фейт (имя)
Фейт (англ. Faith) — английское женское имя, образованное от слова «вера» (англ. faith, от лат. fidēs). Это слово в качестве имени-добродетели начало набирать популярность в XVII веке у пуритан. Они же использовали слово «вера» в качестве элемента для построения более длинных вариаций имён, таких как «Вера-моя-радость» или «Подвизайся-добрым-подвигом-веры».
Слово Faith также является одним из вариантов перевода на английский язык имени греческой святой Веры — раннехристианской мученицы, которая была замучена до смерти вместе со своими сёстрами Надеждой и Любовью в возрасте 12 лет. Она известна как Пистис на греческом и Фидес на церковной латыни, имея различные вариации имени и в других языках.
Вера, Надежда и Любовь — три богословских имени. Эти имена традиционно присваиваются тройням девочек, а в случае двойни — только Вера и Надежда. В 2009 году в США родилось 40 близняшек по имени Вера и Надежда, что является вторым наиболее распространённым сочетанием имён для девочек, родившимся в двойне. В качестве примера можно привести американскую тройню Фейт, Хоуп и Чарити Кардуэлл, которые родились в 1899 году в Техасе и были отмечены в 1994 году Книгой рекордов Гиннеса как самая долгоживущая тройня.

## Популярность
Фейт — популярное имя для девочек в Соединённых Штатах, которое входит в число 1000 самых популярных имён с 1880 года и 500 самых популярных имён с 1912 года. Оно входит в число 100 самых популярных имён США с 1999 года и заняло 71-е место среди самых популярных имён в 2011 году.